# Městský soud
Městský soud je obecný soud s působností pro území určitého města. Dříve šlo o soud, který se řídil právem určitého okruhu městských práv.

## Česká republika
Ústava České republiky označení městský soud nezavádí, ve svém čl. 91 ale zmocňuje zákon, aby v rámci soustavy českých soudů mohly být některé z nich pojmenovány odlišně. Tímto zákonem je zákon o soudech a soudcích, který stanoví jak jejich označení, tak i územní a věcnou působnost. Jako městský soud jsou označeny pouze dva soudy, z nichž každý má jinou úroveň věcné působnosti:
- Městský soud v Praze (zřízen roku 1960[1]) vykonává působnost krajského soudu pro území hlavního města Prahy (působnost okresních soudů zde vykonávají obvodní soudy); zákonem je mu svěřena i působnost ve věcech obchodního a některých dalších rejstříků také pro obvod Krajského soudu v Praze a celorepubliková prvoinstanční působnost ve věcech ochranných známek a průmyslového vlastnictví.
- Městský soud v Brně (od roku 1969[2]) vykonává působnost okresního soudu pro území statutárního města Brna, které je totožné s územím okresu Brno-město.

Označení městský soud naproti tomu nenese ani Okresní soud Plzeň-město, jehož soudní obvod je vymezen jen územím statutárního města Plzně, ani Okresní soud v Ostravě, jehož soudním obvodem je pouze území statutárního města Ostravy.

## Historie
Spravedlnost ve městech původně zajišťoval rychtář (iudex), jenž zde zastupoval panovníka. Drobné přestupky řešil sám, jinak předsedal sboru přísežných konšelů (iurati), z nichž se později zformovaly samosprávné městské rady, které postupně význam rychtáře potlačily a učinily z něj svého úředníka pro pouze pořádkovou a policejní službu. Výkon soudnictví se proto také z rychty přesunul na radnici, kde městské radě předsedal purkmistr. Ovšem zatímco v severoněmecké právní oblasti konšelé vyřizovali jak soudní, tak správní agendu, v jihoněmeckém okruhu městských práv jim náležela jen správa města a soudnictví měli na starost „šéfové“. Vlastní administrativu obvykle zpracovával zvláštní městský písař, který také mohl pořídit soupis místního městského práva (např. brněnská kniha písaře Jana). Nejdůležitější případy se projednávaly na slavnostním, tzv. zahájeném soudu, který se konal pouze několikrát do roka, méně významné řešily prakticky nepřetržitě fungující běžné soudy, u nichž stačila přítomnost jen několika soudců. U městských soudů se rozlišovalo řízení civilní a trestní, v němž se užívalo i práva útrpného (výpovědi se pak zapisovaly do smolných knih), na rozdíl od šlechtického zemského soudu také všechna probíhala celkově méně formálně. Proces obecně byl významně ovlivněn římským a kanonickým právem, jednotná pravidla byla ovšem postupně prosazena až s Koldínovým zákoníkem. Odvolání proti rozhodnutím městských soudů se vyřizovala na tzv. výročním soudu, šlo o soud toho města, které bylo také možné požádat o obecné právní naučení či o vydání tzv. slepého ortelu, čímž v dané oblasti docházelo ke sjednocování městského práva. Takovými vrchními právy byla v českých zemích nakonec jen čtyři města – v jihoněmecké oblasti Staré Město pražské, resp. Brno, a v severoněmeckém okruhu Litoměřice, resp. Olomouc. Po roce 1548 se však bylo možné odvolat už jen k nově zřízenému apelačnímu soudu. Významné městské soudy mohly vykonávat i hrdelní právo, jestliže jim ho propůjčil panovník nebo vrchnost.
Hrdelní soudnictví bylo ale v polovině 18. století značně zredukováno, protože většině měst chyběl právnicky vzdělaný justiciář (písař). Tehdejší josefínské reformy také zrušily zvláštní středověké městské soudnictví (např. v Praze šlo o různá postranní práva, šestipanský úřad pro obecní jmění, osmipanský úřad pro várečné právo, desetipanský úřad pro spory z dlužních úpisů a majetkové spory menší hodnoty, úřad hor viničných apod.) a výkon spravedlnosti zcela podřídily státu. Magistráty spolu s justičními úřady pozemkových vrchností tvořily jako tzv. místní soudy nejnižší soudní článek, druhým stupněm byly apelační soudy a na vrcholu stál Nejvyšší soudní úřad. Trestní pravomoc sice většinou patřila jen magistrátům krajských měst, v civilní jurisdikci se ale rozlišovala města tří kategorií: plně regulované magistráty se třemi senáty (civilním, trestním a politickým pro městské hospodářství), u nichž mohli působit pouze radové, kteří u apelačního soudu složili soudcovskou zkoušku, poté částečně regulované, tzv. syndikalizované magistráty, kde byl zkoušen jen písař – syndik, a nakonec malá poddanská městečka, která převážně obstarávala jen agendu místní policie. Členové magistrátních senátů již také nebyli voleni, ale jmenováni místním guberniem a apelačním soudem. K dalším reformám došlo po revoluci 1848, kdy na místní úrovni vznikly už moderní okresní soudy, které byly sice vzápětí zrušeny a obnoveny až v šedesátých letech 19. století, ale v sídlech krajských soudů působily nepřetržitě pod názvem „městské delegované okresní soudy“.